# Cocincina (pollo)
Cocincina è una razza gigante di pollo di origini asiatiche, famosa in tutto il mondo, che prende nome dall'omonima regione geografica dell'Asia.
Importata per la prima volta in Europa verso la metà del XIX secolo in fattezze molto diverse da quelle attuali, la razza conquistò immediatamente l'interesse di molti allevatori, compresa la Regina Vittoria. Gli avicoltori si impegnarono così tanto nella selezione della razza, che già alla fine dell'800 la Cocincina aveva assunto una fisionomia molto diversa da quella originale.
Si tratta di un pollo di mole grossa e pesante, caratterizzata dalle zampe abbondantemente ricoperte di penne e dal folto e morbido piumaggio, che conferisce al pollo un aspetto ancor più possente: questo è dovuto alla persistenza del piumino infantile, fatto comune a poche razze. Questo pollo è presente in molte varietà di colore, e ne è stata selezionata anche una varietà arricciata, molto rara. La Cocincina è una delle principali razze usate nella creazione di molte razze europee e americane nate tra fine 800 e 900, ed è una tipica razza ornamentale, allevata puramente per abbellire i giardini e per scopi sportivi (esposizioni avicole).

## Origini
La razza è originaria della Cina, ma le sue origini esatte non sono chiare; molti studiosi non si spiegano come razze quali la Cocincina, la Brahma e la Langshan siano così profondamente diverse dalle specie di polli selvatici; alcuni hanno ipotizzato della provenienza di queste razze da alcune isole. Inizialmente la razza venne chiamata Shanghai, in onore della città da cui venne importata in Europa. Inghilterra e Francia sono le nazioni che si contendono il primato di aver importato per prima la razza in Europa.
Secondo il reverendo Brown, gli inglesi avrebbero importato questi polli intorno al 1845 dalle Indie orientali, portandoli come dono alla Regina Vittoria, così come accadde con la Brahma. Secondo Sturgeon invece sarebbe stato lui stesso ad importare i polli in Inghilterra, essendone rimasto affascinato dopo averli visti a bordo di una nave. Sturgeon lavorava per una Compagnia che commerciava in India derrate alimentari. La versione che vuole la Francia come prima nazione europea raggiunta dai volatili racconta invece che sarebbe stato il Vice Ammiraglio Cécil a spedire nel 1846 da Makao, nella provincia cinese di Kouang-Toung, un gruppo formato da 6 galline e 2 galli al Ministro della Guerra Francese; questi uccelli vennero chiamati Cochinchinois, da cui il nome attuale. Il Ministro, a sua volta, avrebbe donato un gallo e tre galline al Museo di Storia Naturale di Parigi, lasciando l'altro quartetto all'Ammiraglio Cécil.
In ogni caso, in Francia gli animali non riscossero lo stesso successo ottenuto in Inghilterra. La Regina Vittoria rimase immediatamente affascinata da questi polli, tanto da esporli in una mostra organizzata dalla Società Reale di Dublino; il fatto che questi polli fossero nelle grazie della regina, spinse molti allevatori a volerne ottenere degli esemplari. 
Dopo poco tempo la razza raggiunse anche l'America, dove gli allevatori si impegnarono a ottenere un piumaggio sempre più morbido e voluminoso. La Cocincina si è imposta come una delle principali razza ornamentali e da compagnia, anche se negli ultimi anni è stata soppiantata da razze più facili da allevare. Comunque nel corso del diciannovesimo e del ventesimo secolo, è stata una delle razza maggiormente usate nella creazione di razze da reddito. Moltissime razze da carne o a duplice attitudine hanno sangue di Cocincina che scorre nelle loro vene. Oggi questo volatile è allevato esclusivamente come animale da compagnia, da bellezza o da esposizione.

## Caratteristiche morfologiche

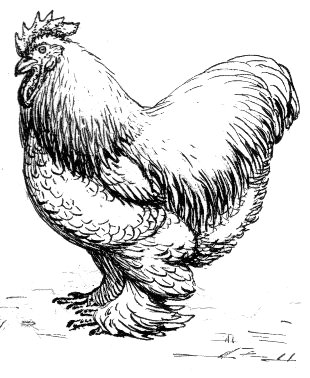
Disegno ideale di gallo.

La Cocincina è un pollo maestoso facente parte delle grandi razze asiatiche, ed ha una mole resa ancora più imponente dal piumaggio gonfio e abbondante. La stazione di questi uccelli è piuttosto bassa, e l'intero corpo appare tondeggiante.
La testa è corta e piccola rispetto al corpo, con un sopracciglio forte sopra gli occhi, che sono grandi e rossicci. Il becco è corto, grosso alla base, curvo in punta e con un'attaccatura ben definita. La cresta è semplice, a cinque punte e portata diritta in entrambi i sessi: nel maschio è di grandezza media, nella femmina piccola. Gli orecchioni sono rossi, oblunghi e attaccati in basso nel gallo. I bargigli sono lunghi nel gallo e piccoli nella femmina. Il collo è corto e arcuato, dotato di una ricca mantellina.
Il dorso è largo e piatto sulle spalle, e in corrispondenza del groppone si solleva fino a raggiungere quasi l'altezza della testa, conferendo al corpo una linea armoniosa. L'addome è largo, pieno e ben portato in avanti. Le ali sono corte, larghe e aderenti al corpo, coperte quasi del tutto dalle penne della mantellina, del petto, del groppone e delle cosce. La coda è corta e larga alla base, portata bassa nella gallina. Le timoniere sono quasi invisibili perché nascoste dalle altre penne caudali, presenti in abbondanza.
Le zampe sono di media lunghezza, con tarsi corti e grossi, rivestite fino alle dita da lunghe penne, dando l'impressione che l'animale strisci e facendolo sembrare più basso. 
Il peso supera facilmente i 5 kg nel gallo e i 4 kg nella gallina.
L'intero piumaggio è molto soffice e abbondante, grazie al persistere del piumino infantile, che fa apparire l'uccello più possente e pesante di quanto sia in realtà. La pelle è gialla.

## Colorazioni
Esistono molte varietà della razza, da quelle monocolore ad altre ancora:
- bianca: varietà che appare vaporosa come una nuvola, ma che tende a perdere il candore del piumaggio molto facilmente, se allevata senza troppe considerazioni.
- blu
- fulva: indubbiamente la varietà più nota e diffusa, che ha l'inconveniente di scolorirsi facilmente a causa dei raggi solari, peggiorando la situazione se al sole segue la pioggia; è bene dunque allevarla in zone ombrose.
- nera
- nera picchiettata di bianco
- perniciata
- sparviero
- argento orlo nero
- oro orlo nero

### Sottovarietà
È stata creata anche una Cocincina Arricciata, sottovarietà tuttavia molto rara, presente solo nell mostre europee più grandi, e sempre in minoranza rispetto all'originale.

## Galleria d'immagini

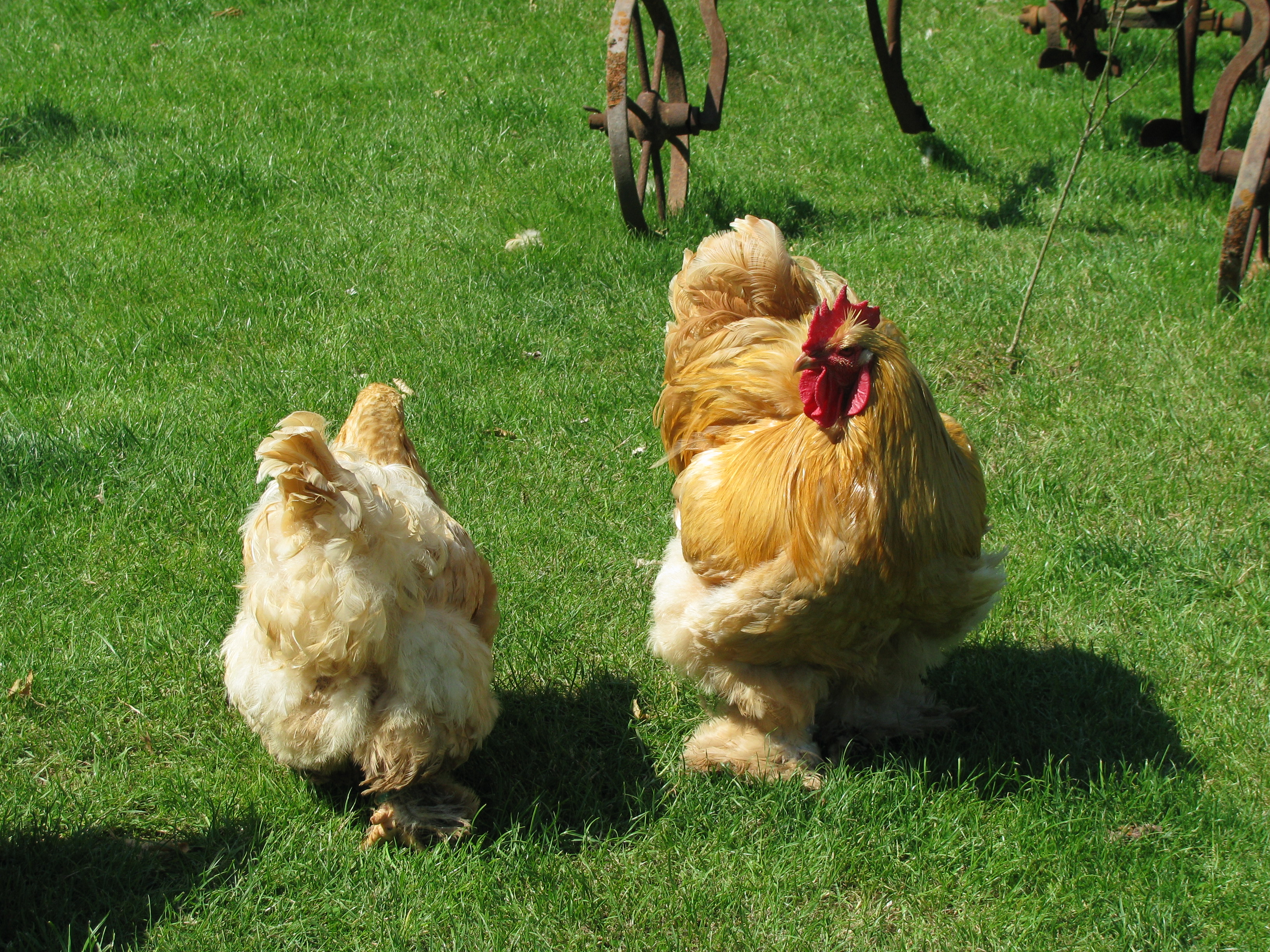
Coppia di polli Cocincina nella varietà Fulva.
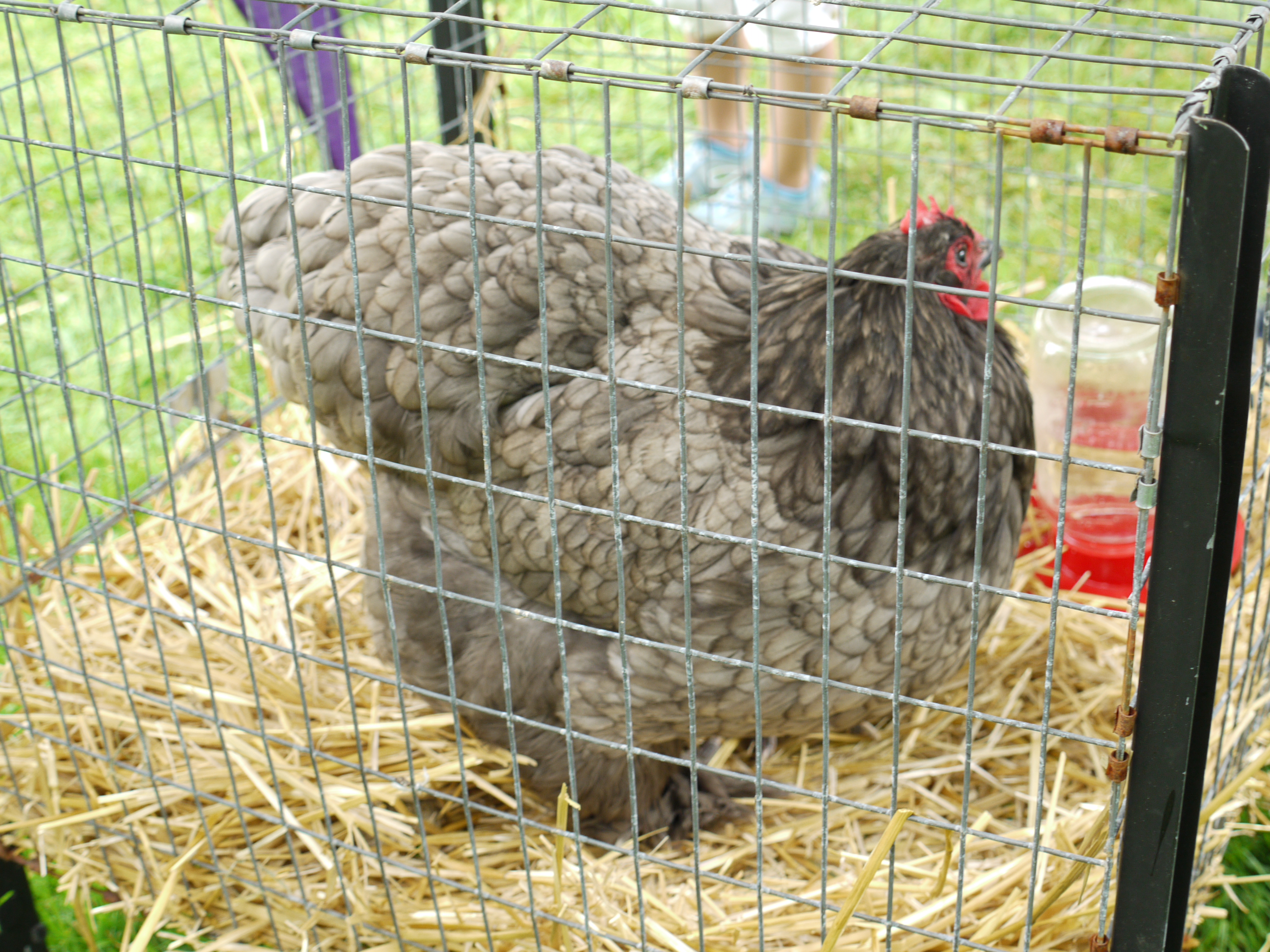
Gallina nella varietà Blu.
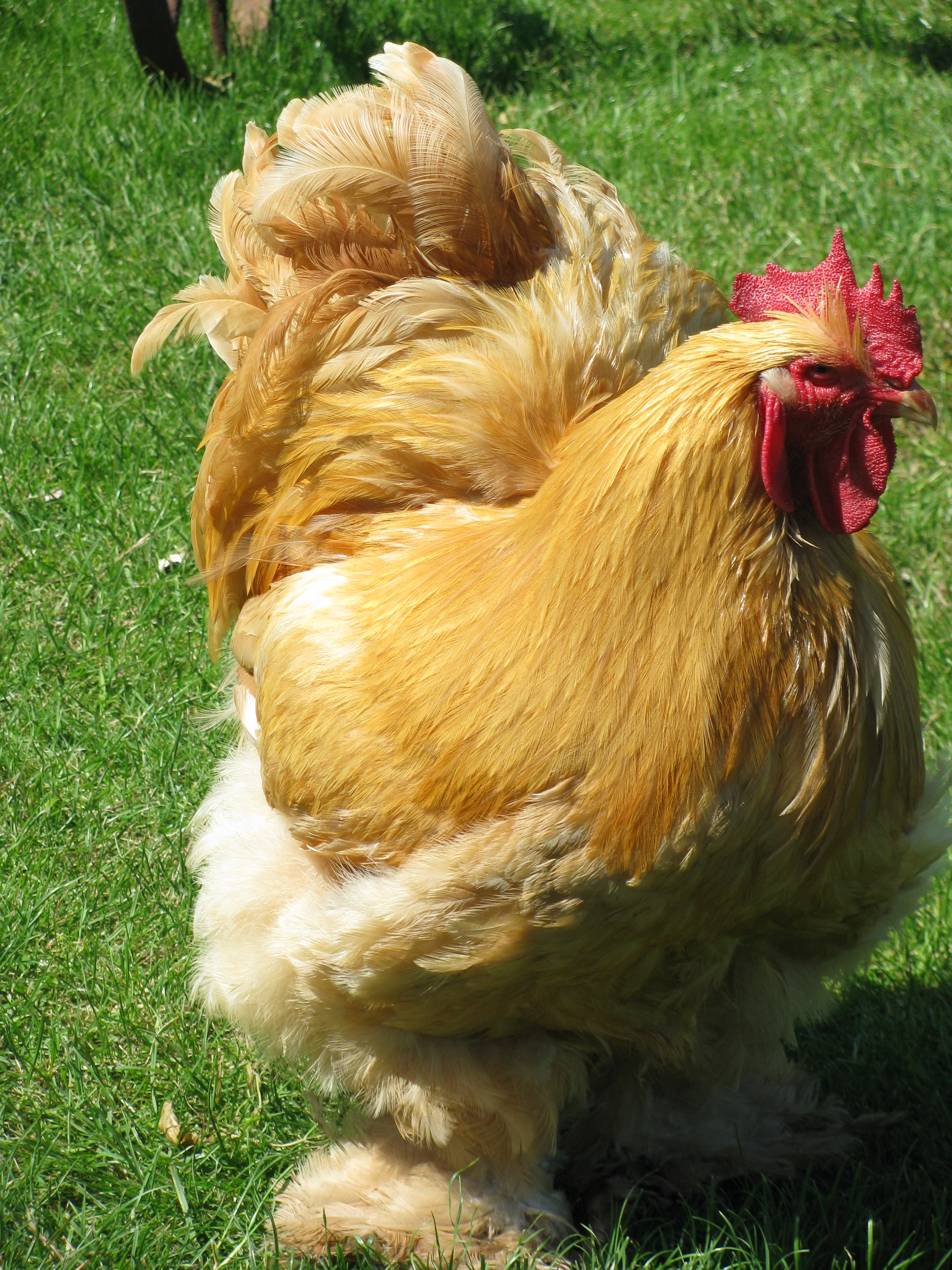
Gallo nella varietà Fulva.

## Qualità
La Cocincina è una razza molto docile e tranquilla, che vive bene in spazi confinati, e visto che non vola, può essere lasciata libera in giardino o disporre di uno steccato molto basso. Vista l'abbondanza del piumaggio e le zampe fortemente impennate, questi polli hanno bisogno di vivere in un pollaio il cui suolo sia ricoperto di una lettiera sempre pulita, e all'esterno di un luogo protetto dalle intemperie, in modo che fango e pioggia non rovinino il loro piumaggio. 
Il carattere di questa razza è molto fiducioso, per cui forma un perfetto animale da compagnia. Le galline sono chiocce affidabilissime, tutti gli esemplari sono disposti alla cova ma presentano un problema: a causa della loro mole pesante possono facilmente uccidere i pulcini, per cui l'allevatore dovrà far attenzione che ciò non accada. È una razza tollerante, quindi più galli possono convivere pacificamente, se coabitano con parecchie galline. Come tutte le asiatiche, è un pollo a impennamento e crescita molto lenti: un soggetto può definirsi adulto a un anno e mezzo di età. Gli allevatori dovranno incubare le uova con molto anticipo, se vorranno i loro esemplari pronti per essere esposti e giudicati nelle mostre. Le uova sono rossicce.